# NGC 2517
NGC 2517 (również PGC 22578) – galaktyka soczewkowata (SB0), znajdująca się w gwiazdozbiorze Rufy. Odkrył ją John Herschel 16 marca 1836 roku.